# 17:30 Sat.1

Ehemaliges Logo der Sendung

Mit dem gemeinsamen Titel 17:30 Sat.1 werden die regionalen Nachrichtensendungen des deutschen Privatfernsehsenders Sat.1 bezeichnet. Die Sendungen werden montags bis freitags um 17:30 Uhr ausgestrahlt, in Bayern zusätzlich auch samstags von 17:00–18:00 Uhr.
Es gibt heute fünf Ausgaben, die für die Länder Hamburg und Schleswig-Holstein, Niedersachsen und Bremen, Rheinland-Pfalz und Hessen, Bayern sowie für Nordrhein-Westfalen in den jeweiligen Landesstudios produziert werden. In den Ländern ohne eigenes Regionalprogramm sowie im Hauptsendesignal über Satellit wird während der Sendezeit die Wiederholung einer älteren Serienfolge ausgestrahlt.
Die Magazine zeigen aktuelle Nachrichten aus Politik, Wirtschaft, Sport und Wissenschaft, ebenso wie Themen aus Lifestyle und Boulevard.

## Geschichte der Regionalprogramme bei Sat.1
Mit der Erteilung terrestrischer Sendefrequenzen an die neu entstandenen Privatsender war in den meisten Ländern die Auflage verbunden, ein Regionalmagazin für das jeweilige Land auszustrahlen (analog zu den regionalen Nachrichtensendungen, die zu dieser Zeit im Vorabendprogramm des Ersten ausgestrahlt wurden). Die Produktion dieser damals entstandenen Regionalmagazine erfolgt in Form von Fensterprogrammen mit einer eigenständigen Lizenz durch verschiedene Produktionsfirmen.
Die Magazine trugen zunächst unterschiedliche Namen wie zum Beispiel Wir im Norden oder Bayern aktuell, bekamen aber im Laufe der 1990er den einheitlichen Namen SAT.1 Regional-Report. Die Regionalfenster wurden anfangs um 17:45 Uhr ausgestrahlt, 1994 erfolgte aber im Rahmen einer Harmonisierung mit den RTL Regionalfenstern eine Verlegung auf den heutigen Sendeplatz 17:30 Uhr. Während über Satellit und in Gegenden ohne Regionalprogramm anfangs meist eine Serie ausgestrahlt wurde, gab es seit Mitte der 1990er bis 2007 an dieser Stelle ein überregionales Ländermagazin. Der Sendungsname der Regionalprogramme wurde im Laufe der Zeit auf 17:30 live und weiter zum heutigen 17:30 Sat.1 geändert.

## Empfang
Die Regionalmagazine können in den entsprechenden Sendegebieten über Kabelanschluss und DVB-T2 im Rahmen des Sat.1-Programms empfangen werden. Über Satellit sind alle fünf Varianten europaweit verfügbar – jedoch nur in SDTV.
In Hamburg und Schleswig-Holstein sowie in Niedersachsen und Bremen gibt es die Sendung auch über Livestream im Internet.
Im Netz von Vodafone Kabel Deutschland im baden-württembergischen Riesbürg wird die Programmversion für Bayern eingespeist, obwohl dort kein Sat.1-Regionalmagazin zuständig ist.
In den Netzen von Vodafone Kabel Deutschland im hessischen Großkrotzenburg und im nordrhein-westfälischen Lügde werden nur die Programmversionen für Bayern beziehungsweise Niedersachsen und Bremen eingespeist.
Im Netz von Unitymedia in den rheinland-pfälzischen Orten Mudersbach und Niederfischbach wird nur die Programmversion für Nordrhein-Westfalen eingespeist.

## Ausgaben

Logo der norddeutschen Regionalmagazine bis Oktober 2016

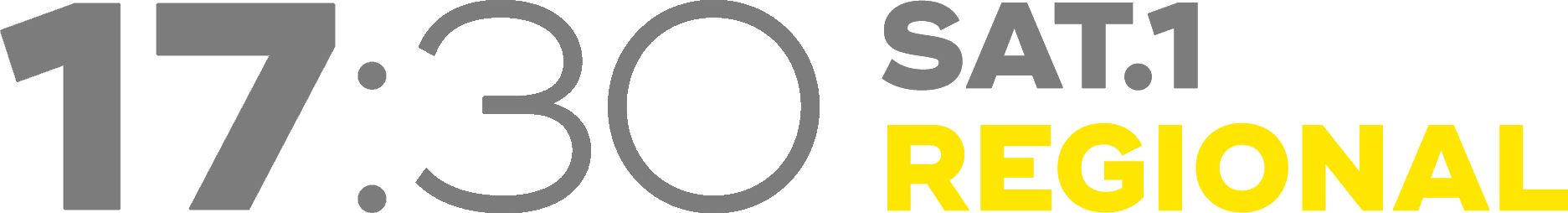
Aktuelles Logo der norddeutschen Regionalmagazine

### Hamburg und Schleswig-Holstein
17:30 Sat.1 Regional ist das von der Sat.1 Norddeutschland GmbH im Auftrag von Sat.1 produzierte Regionalprogramm für Hamburg und Schleswig-Holstein. Es wird von Montag bis Freitag um 17:30 Uhr live aus dem Landesstudio in Hamburg ausgestrahlt. Das Außenstudio in Kiel liefert Nachrichten aus dem Umland zu. Seit 14. Januar 2014 wird das Regionalfenster im Kabelnetz auch bei Sat.1 HD ausgestrahlt.
Das Magazin wird im Wechsel von Lisa Reimnitz, Arne Bremer und Björn Winter moderiert. Ehemalige Moderatoren sind Wiebke Ledebrink, Ulf Ansorge, Jörg Pilawa und Juliane Hielscher Es gab früher für Hamburg und Schleswig-Holstein getrennte Regionalfenster, die später zu einer gemeinsamen Sendung aus Hamburg zusammengelegt wurden. Frühere Namen der Hamburger Sendung waren Wir im Norden, SAT.1 Regionalreport Hamburg und 17:30 live aus Hamburg, das Schleswig-Holstein-Fenster trug die Namen Wir im Norden, SAT.1 Regionalreport Schleswig-Holstein und 17:30 live aus Kiel.

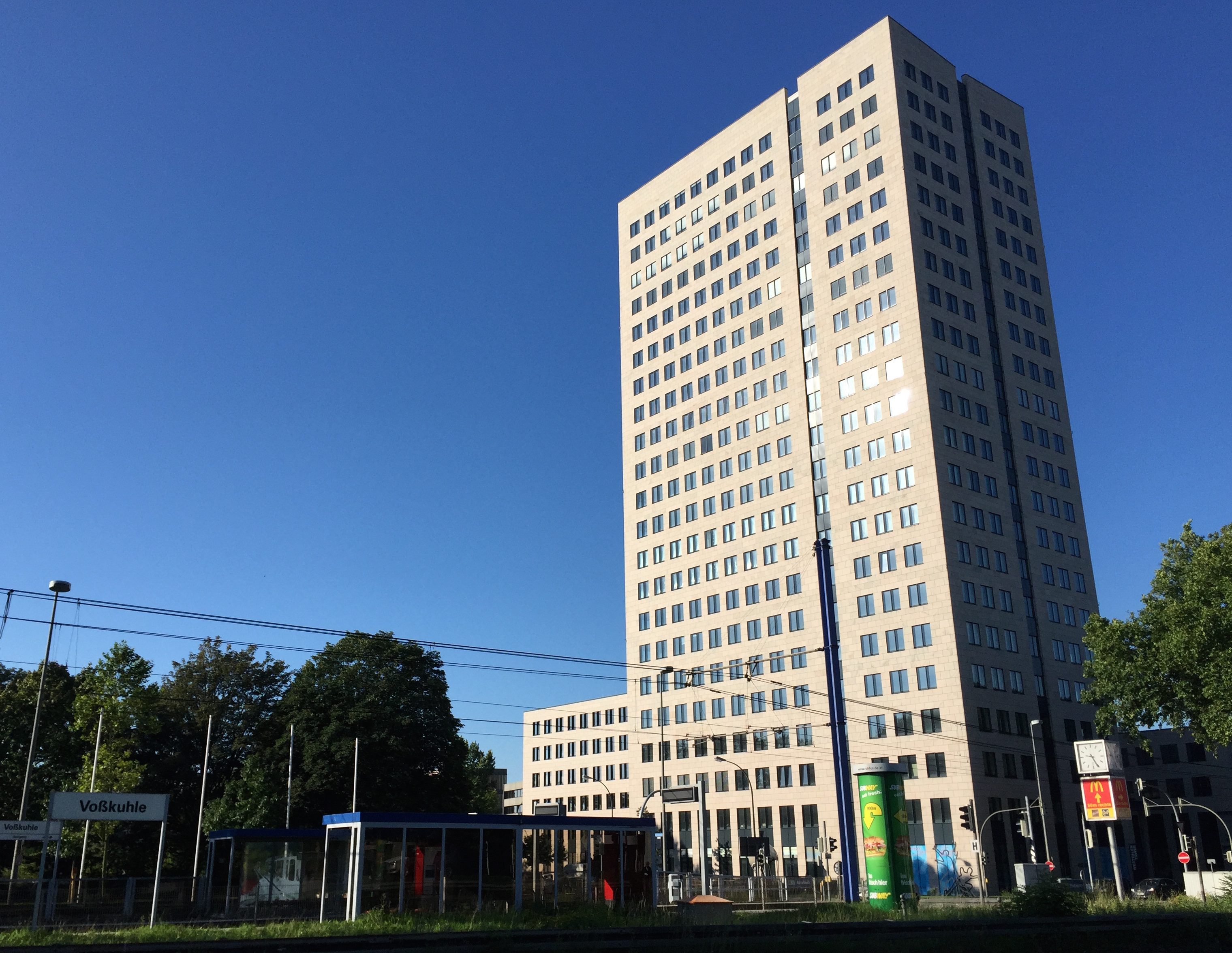
Sat.1 NRW Landesstudio Dortmund

### Niedersachsen und Bremen
17:30 Sat.1 Regional ist das von der Sat.1 Norddeutschland GmbH im Auftrag von Sat.1 produzierte Regionalprogramm für Niedersachsen und Bremen. Es wird von Montag bis Freitag um 17:30 Uhr live aus dem Landesstudio in Hamburg ausgestrahlt. Das Außenstudio in Bremen liefert Nachrichten aus dem Umland zu. Seit 12. Dezember 2013 wird das Regionalfenster im Kabelnetz auch bei Sat.1 HD ausgestrahlt.
Das Magazin wird im Wechsel moderiert von Melanie Blenke, Vienna Heinrich, Antonia Wellmann und Uwe Willmann. Ehemalige Moderatoren sind Marco Heinsohn, Andreas Franke, Rolf Dieter Lorenz, Ulrike Bahrmann, Wilfried Köpke, Helga Hamade, Holger Liesau, Andrea Ballschuh, Inez Lang und Britt Hagedorn. Frühere Namen der Sendung waren Wir in Niedersachsen, SAT.1 Regionalreport Niedersachsen und Bremen und 17:30 live aus Hannover.

### Nordrhein-Westfalen
SAT.1 NRW ist das von der WestCom Medien GmbH produzierte Regionalprogramm für Nordrhein-Westfalen. Die Sendungen werden von Montag bis Freitag von 17:30 bis 18:00 Uhr ausgestrahlt. Moderatoren sind Marc Hillen, Bastian Wiedenhaupt und Johanna Müller. Ehemalige Moderatoren sind unter anderem Philipp Isterewicz, Brian Schneider, Linda Bethke, Stephanie Feck, Stefan Pinnow, Lea Rosenboom, Christian Schmidt, Patrick Ryg und Bastian Halbig.
Seit Oktober 2010 wird aus dem neuen Studio im Westfalentower in Dortmund gesendet. Davor befanden sich Studio und Redaktion im Dortmunder Ortsteil Hörde. Frühere Namen der Sendung waren SAT.1 Regionalreport Nordrhein-Westfalen und 17:30 live aus Dortmund. Seit dem 9. Januar 2017 heißt es nicht mehr 17:30 Sat.1 NRW, sondern nur noch Sat.1 NRW.
Im Wahlkampf zu den Landtagswahlen in Nordrhein-Westfalen gibt es auch gemeinsame Sendungen mit dem Mitbewerber RTL West.

### Rheinland-Pfalz und Hessen

Logos des Regionalmagazins für Rheinland-Pfalz und Hessen bis Oktober 2016

17:30 Sat.1 live ist das von der TV IIIa GmbH & Co. KG produzierte Regionalprogramm für Rheinland-Pfalz und Hessen. Moderatoren sind Eva Dieterle und Markus Appelmann, ehemalige Moderatoren sind Susanne Kripp, Bodo Henkel, Franziska Becker, Oliver Preusche und Elke Rosenfeldt.
Die Sendungen werden von Montag bis Freitag von 17:30 Uhr bis 18 Uhr live aus dem Media Service Center Rhein Main in Mainz ausgestrahlt. Frühere Namen der Sendung waren Wir im Südwesten, SAT.1 Regionalreport Rheinland-Pfalz und Hessen und 17:30 live aus Mainz.

### Bayern

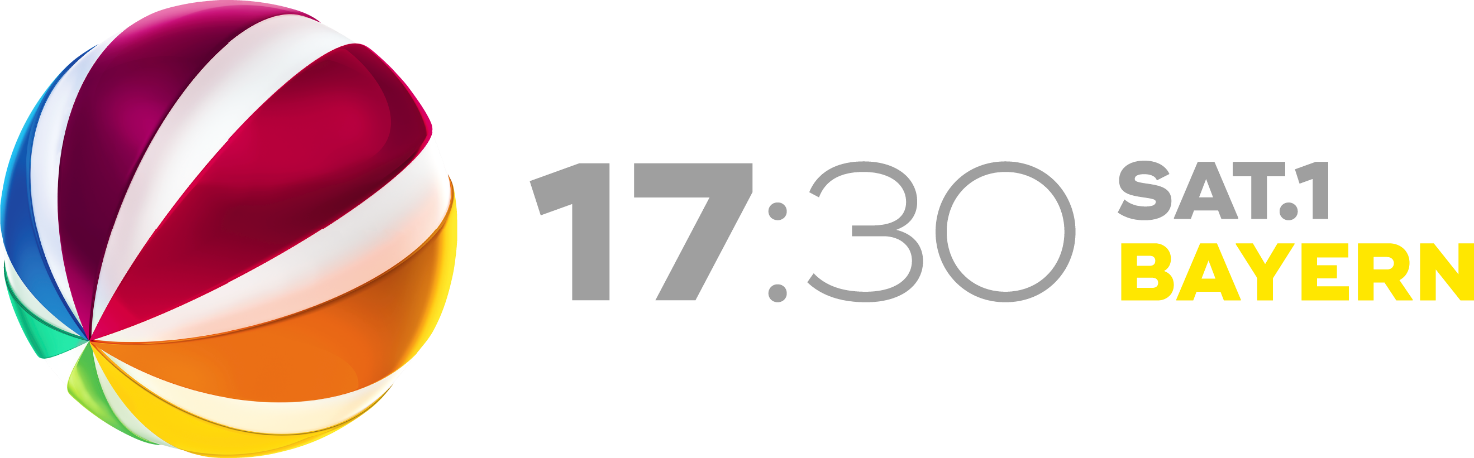
Aktuelles Logo des bayerischen Regionalmagazins

Sat.1 Bayern ist das von der Privatfernsehen in Bayern GmbH & Co. KG produzierte Regionalprogramm für Bayern. Teilhaber sind zu 30 % die Mediengesellschaft der bayerischen Tageszeitungen (m.b.t.), 20 % Bayern Tele (Zeitschriftenverlage), 20 % Alexander Stöckl, 15 % rt1.media group, 10 % tv-weiss-blau (Sat.1) und 5 % Bruckmann TV. Die Moderation liegt bei Ralf Exel, Eva Grünbauer und Florian Wolske. Die Beiträge der Sendungen werden online archiviert. Seit 4. Dezember 2013 wird das Regionalfenster im Kabelnetz auch bei Sat.1 HD ausgestrahlt.
Neben der Sendung von Montag bis Freitag von 17:30 Uhr bis 18 Uhr gibt es nur in Bayern zusätzlich noch am Samstag ein 60-minütiges Regionalmagazin bei Sat.1 von 17:00 Uhr bis 18:00 Uhr. Der Sendeplatz dieser Samstagssendung wurde im Laufe des Jahres 2014 von 17:30 Uhr auf 17:00 Uhr verlegt und damit auch das „17:30“ im Sendungsnamen des bayerischen Regionalprogramms entfernt. Vor November 2009 war auf dem Samstags-Sendeplatz um 17:30 Uhr bei Sat.1 das Bayernjournal zu empfangen, das sonntags auch ein Fensterprogramm bei RTL ausstrahlte.
Frühere Namen der Sendung waren Bayern aktuell, SAT.1 Regionalreport Bayern aktuell, SAT.1 Regionalreport für Bayern, 17:30 live für Bayern und 17:30 Sat.1 Bayern.

## Ehemalige Ausgaben

### Baden-Württemberg
Das baden-württembergische Sat.1 Regionalfenster wurde von der Privatfernsehen Württemberg GmbH veranstaltet. Es trug zunächst den Namen Wir in Baden-Württemberg, ab 1994 dann SAT.1 Regionalreport Baden-Württemberg. Der Sendebeginn war Ende der 1980er und das Programm wurde eingestellt, nachdem 1996 die LfK von Sat.1 kein Regionalfenster mehr verlangte.

### Berlin und Brandenburg
Das Berliner Sat.1 Regionalfenster wurde von Sat.1 gemeinsam mit der Hundert,6 Medien GmbH veranstaltet. Es trug zunächst den Namen Wir in Berlin, ab 1994 dann SAT.1 Regionalreport Berlin. Der Sendebeginn war 1988 und das Programm wurde eingestellt, nachdem 1995 die MABB von Sat.1 kein Regionalfenster mehr verlangte.

### Überregional
Für die Zuschauer in den Gebieten ohne Regionalfenster und über Satellit wurde von Sat.1 aus Berlin ein überregionales Magazin, der SAT.1 Regionalreport Deutschland, ausgestrahlt. Da neben dem Saarland besonders Zuschauer in den neuen Bundesländern kein Regionalprogramm empfingen, hatte die Sendung anfangs einen besonderen Fokus auf dieses Gebiet. Weitere Namen der Sendung waren SAT.1 Deutschlandreport, 17:30 live aus Berlin und ab Januar 2006 Sat.1 am Abend.
Das überregionale Magazin Sat.1 am Abend wurde im Juli 2007 kurzfristig zusammen mit Sat.1 am Mittag abgesetzt. Seitdem werden in den Gebieten ohne Regionalfenster auf diesem Sendeplatz Serien-Wiederholungen ausgestrahlt. Ehemalige Moderatoren sind Kurt Lotz, Sylvia Bleßmann, Jessica Winter, Miriam Pede, Nicole Rautenberger und Gaby Papenburg.